# Castel San Pietro Romano
Castel San Pietro Romano est une commune italienne de la ville métropolitaine de Rome Capitale dans la région du Latium en Italie centrale. Sa population était de 872 habitants en 2018, elle est classée au label des « Plus beaux bourgs d'Italie ».

## Géographie

### Situation
Castel San Pietro Romano se situe sur les monts Prénestiens, à l'est de Rome.

### Communes limitrophes
Les communes limitrophes sont Capranica Prenestina, Dace, Palestrina, Poli, Rocca di Cave et Romagnano al Monte.

## Histoire
Selon la tradition, l'apôtre Pierre (Pietro) prêche dans la contrée, donnant son nom à la commune. Au Moyen Âge, les premiers bâtiments sont établis par des habitants de Palestrina, cherchant un meilleur endroit à défendre.
En 1848, les soldats de la République romaine dirigés par Giuseppe Garibaldi combattent la bataille de Palestrina dans la commune contre ceux du royaume des Deux-Siciles.

## Administration
| Période                                  | Période      | Identité        | Étiquette     | Qualité |
| ---------------------------------------- | ------------ | --------------- | ------------- | ------- |
| 23 avril 1995                            | 13 juin 2004 | Mario Nardi     | Liste civique |         |
| 14 juin 2004                             | 25 mai 2014  | Dario Fiasco    | Liste civique |         |
| 26 mai 2014                              | En cours     | Gianpaolo Nardi | Liste civique |         |
| Les données manquantes sont à compléter. |              |                 |               |         |